# Ventieltrombone
Een ventieltrombone is een koperen blaasinstrument uit de trombonefamilie. Qua speelwijze gelijk aan de trompet. De ventieltrombone wordt musicologisch tot het scherpe koper gerekend.
Het instrument ontstond in de 19e eeuw na de uitvinding van het ventiel door Blühml en Stolzel. Door toevoeging van de ventielen is het instrument gemakkelijk te bespelen door musici die gewend zijn aan het gebruik van ventielen. Hierdoor is de klank wel ook veranderd. Door het grote aantal bochten is het grote klankvoordeel van schuiftrombone afwezig. Tevens is de stemming problematischer dan bij de schuiftrombone door de inherente stemmingsafwijkingen van het ventielsysteem. Hij wordt wel nog vaak gebruikt door trompettisten als bij-instrument, maar is verder niet veel meer in gebruik. Sporadisch wordt de ventieltrombone bespeeld door sommige oudere musici in amateur-blaasorkesten. De enige trombone met uitsluitend ventielen die wordt gebruikt in professionele symfonieorkesten is de cimbasso. Dit is een bastrombone met meestal vier ventielen.
Er zijn verschillende ventielsystemen:
- 1) Trombone met 6 onafhankelijke ventielen ook wel saxtrombone genoemd. Op deze manier ontstonden werkelijk de 7 posities van de schuiftrombone dmv het indrukken van geen of slechts 1 ventiel
- 2) Trombone met Vienna valves, waarbij 1 ventiel twee andere (kleinere) ventielen indrukt)
- 3) Trombone met een combinatie van druk en draaiventielen, waarbij dmv een drukventiel een draaiventiel wordt ingedrukt.
- 4) Drukventielen
- 5) Draaiventielen
- 6) De moderne superbone met zowel ventielen als een schuif

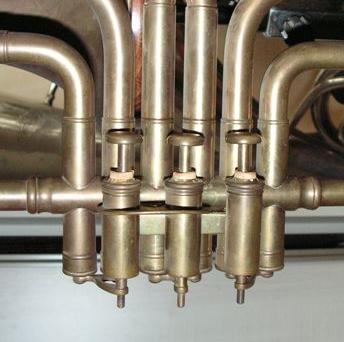
Weense ventielen op een trombone
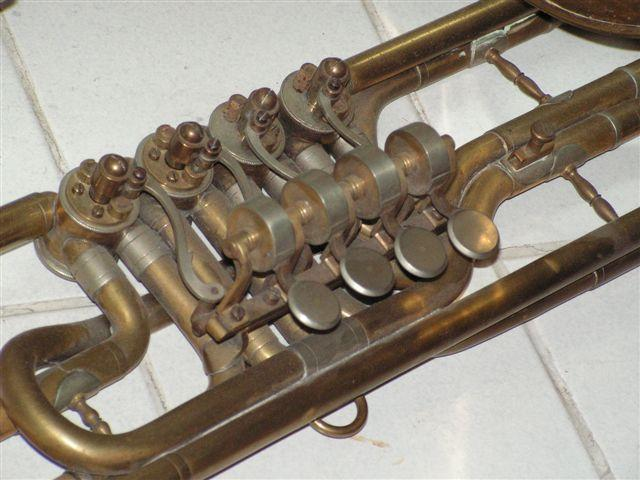
Draaiventielen op een trombone, komt zowel voor met 3 als 4 ventielen
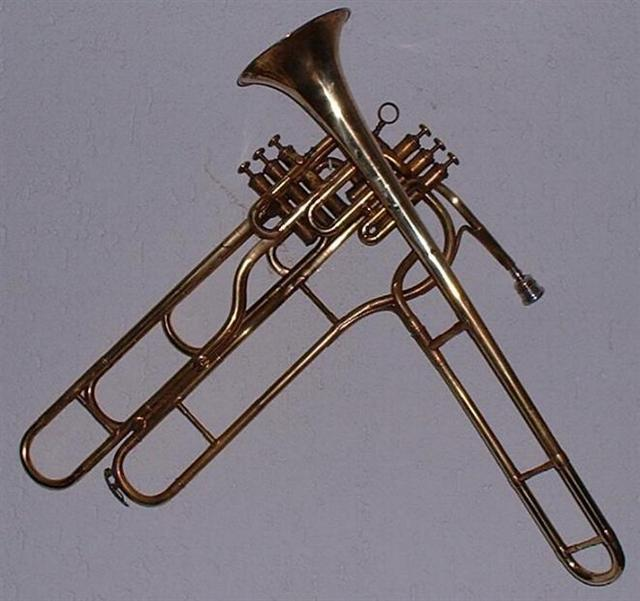
Een variant op de ventieltrombone: de saxtrombone met 6 ventielen ontwikkeld door Adolph Sax